# Азональність
Азона́льність (від грец. ẚ… — префікс, який означає заперечення, і ζώνη — пояс, зона) — поширення певних природних явищ незалежно від зональних особливостей даної території.
В існуванні ландшафтів важливу роль відіграють азональні процеси, тобто ті, які не залежать від кліматичних умов. Азональність — одна з головних фізико-географічних закономірностей, що визначає поряд із зональністю формування регіональних ландшафтних комплексів.

## Чинники азональності
Виділяють чотири чинників, які впливають на розвиток азональності:
1. співвідношення суходолу і водної поверхні Землі, які мають різні фізичні властивості (теплоємність, альбедо, вологість). Над океаном формуються вологі (морські) повітряні маси, над суходолом — сухі (континентальні). Це зумовлює виникнення азонального руху повітряних мас в атмосфері;
2. висоти місцевості та глибини океану;
3. гірські породи різного віку (найчастіше кайнозойського);
4. морфоструктури, які впливають на розвиток ландшафтів.

Якщо розмістити у порядку зменшення азональності компоненти природи, то на перше місце слід поставити гірські породи, а потім — вода, ґрунт, живі організми, повітря. Якщо зміни зазнають рельєф, висота місцевості, склад гірських порід, то це впливає на зміну усіх природних компонентів.
Із заходу на схід відбувається зміна показників повітря (температура, вологість, атмосферний тиск, опади), що зумовлює зростання континентальності, тому формуються кліматичні області. Саме тому в межах однієї природної зони виникають фізико-географічні провінції. У горах різний склад гірських порід впливає на розвиток різних видів ґрунтів. Висота місцевості, глибини водойм, гірські породи, експозиція схилів визначають формування рослинності.
Під дією чинників у географічній оболонці сформувалися комплексні прояви азональності, які стосуються природних комплексів:
- циркумокеанічні структури із секторами на суходолі;
- циркумконтинентальні структури;
- азональний ряд природних комплексів;
- вертикальна поясність у горах;
- аквальні комплекси шельфової зони океану[2].

## Азональні ландшафти
У зоні мішаних лісів України розташований Словечансько-Овруцький кряж, де поширені височинні ландшафти з північно-лісостеповими рисами. У Новгород-Сіверському Поліссі Придеснянська рівнина, яка має лісостепові ландшафти, порушує зональність. У минулому найвищі території Поділля та правобережного Придніпров'я були вкриті широколистяними лісами, а на схилах та прилеглій місцевості росли різнотравно-лучні степи. У межах вододілу Донецького кряжу, що у степовій зоні, поширені лісостепові ландшафти. Високий рівень залягання підземних вод, які є сильно мінералізованими, зумовило формування солончакових і солонцевих ландшафтів у межах лісостепової і степової частини Придніпровської низовини. На передгір'ях послідовність зміни ландшафтів пов'язана із характером зволоження (збільшенням кількості опадів): на Кримському півострові з півночі на південь поширені напівпустельний, потім сухостепові та степові різнотравно-злакові ландшафти.
Азональність має місцевий та регіональний прояв. Усі ландшафти Землі, властивості їхніх компонентів зазнають впливу широтної зональності та довготної диференціації. Азональність є такою ж загальною географічною закономірністю, як і зональність. Впливає на характер і спрямованість гравітаційних, зсувних, обвальних, стокових та інших процесів.

## Азональна рослинність
У межах України до азональної рослинності відносять заплавні луки, петрофіти кам'янистих відслонень, псамофіти піщаних масивів та осипищ. На них впливають зональні чинники. Це відображується у проникненні зональних фітокомпонентів в азональні фітоценози. Ступінь такого впливу залежить від умов природної зони. Наприклад, азональна рослинність заплавних луків у степу на підвищених ділянках остепнена, а у зниженнях зміни відсутні. У горах азональною рослинністю називають таку рослинність, яка не пов'язана з вертикальною поясністю. Це — петрофіти, скельна рослинність, рослинність осипищ.

## Інтразональність
Незональні явища (солонцьові, болотні, перегнійно-карбонатні ґрунти і відповідна рослинність), розвиваються на тлі зональних явищ, внаслідок впливу рельєфу, зволоження, складу і властивостей гірських порід називають інтразональними. Отже, інтразональність пов'язана із внутрішньозональною диференціацією внаслідок впливу азональних чинників місцевого характеру.
Поняття «азональності» та «інтразональності» не мають чітких меж. Більшість азональних явищ несуть відбиток зональності, зазнають її впливу й отже вони є інтразональними. Тим більше не можуть бути вільними від впливу зональності і довготної диференціації ландшафтні комплекси. Заплавні ландшафти вважаються азональними. Але вони підпорядковуються законам зональності. Заплави лісової зони істотно відрізняються від байраку степу й тугаїв пустелі. Тугаї північних і субтропічних пустель Середньої Азії мають свої особливості. Виявляється зональність у характері і поширені типів боліт. Карстові ландшафти, на перший погляд, також азональні, оскільки існування та поширення карсту визначається геологічними умовами. Насправді вони мають явні риси зональності — як широтної, так і висотної.